# Xã Floyd, Quận O'Brien, Iowa
Xã Floyd (tiếng Anh: Floyd Township) là một xã thuộc quận O'Brien, tiểu bang Iowa, Hoa Kỳ. Năm 2010, dân số của xã này là 5.295 người.